# Bet Uncut
Bet Uncut è un singolo del rapper statunitense MadeinTYO, pubblicato il 14 ottobre 2020.

## Tracce
1. Bet Uncut – 4:07